# Forcé
Forcé är en kommun i departementet Mayenne i regionen Pays de la Loire i nordvästra Frankrike. Kommunen ligger i kantonen Argentré som tillhör arrondissementet Laval. År 2022 hade Forcé 1 096 invånare.

## Befolkningsutveckling
Antalet invånare i kommunen Forcé
| Referens: INSEE |